# Stephanie Tum
Stephanie Tum là một nữ diễn viên, người mẫu và nhà từ thiện người Cameroon. Cô được biết đến trong Nền phim điện ảnh của Cameroon với bộ phim Pink Poison năm 2011 do Agbor Gilbert Ebot sản xuất và cho nhà từ thiện một chiến dịch có tên là GirlsAndHygiene. Cô đã được đề cử cho Chiến dịch truyền thông xã hội tốt nhất về nhận thức về sức khỏe tâm thần tại Giải thưởng kỹ thuật số Bonteh, người trẻ tuổi có ảnh hưởng nhất ở độ tuổi dưới 40 ở hạng mục giải trí của Avance Media & COSDEF Group năm 2017 và 2018.

## Tiểu sử
Steph, là một người gốc Colombia sinh ra và không có thông tin nào về cuộc sống trước đây của cô được công chúng biết đến.

## Sự nghiệp
Stephanie, bắt đầu sự nghiệp diễn xuất của mình vào năm 2009 và rời khỏi màn hình cho đến khi trở lại vào năm 2013 trong bộ phim "Viri" theo một cuộc phỏng vấn với trang web nổi tiếng Dcodingtv, cô giải thích lý do của mình cho việc nghỉ lâu đến vậy. 
| " | "Tôi không thể tập trung vào công việc, sự nghiệp diễn viên và gia đình cùng một lúc, tôi đã trở lại vì tôi đang ở đúng nơi trong cuộc sống để có cơ hội dấn thân hoàn toàn vào sự nghiệp diễn xuất kể từ khi tôi không còn làm việc trong mỏ dầu và có nhiều thời gian hơn để theo đuổi đam mê và sở thích khác của mình. Tôi tận tâm xây dựng sự nghiệp của mình với tư cách là một nữ diễn viên/nhà sản xuất và chăm sóc gia đình" | " |

 Gần đây cô đóng vai chính trong phim chiếu rạp của Cameroon với phim Shrill and Little Cindy vào năm 2018. Trong năm 2018, cô cho ra mắt Công ty sản xuất phim EMBI và một tổ chức từ thiện giúp đỡ những vấn đề nhạy cảm của phụ nữ trẻ về vệ sinh kinh nguyệt, phân phối băng vệ sinh miễn phí cho các cô gái trẻ và theo một ấn phẩm của Tạp chí Journal du Cameroun, quỹ của cô sẽ phân phối 10.000 băng vệ sinh vào cuối năm 2019 tại các cộng đồng Anglophone của Cameroon. Từ 2010-2015, cô là đại sứ thương hiệu cho Activ Clear. Cô đã được liệt kê trong số các nhân vật Cameroon có ảnh hưởng nhất giữa từ 15-49 tuổi ở hạng mục giải trí của Avance Media & COSDEF Group phiên bản 2018 và Chiến dịch truyền thông xã hội tốt nhất cho nhận thức về sức khỏe tâm thần của Bonteh Digital Awards

## Đời sống cá nhân
Nữ diễn viên Pink Poison là mẹ của hai cậu bé.

## Giải thưởng và chứng nhận
| Năm  | Giải thưởng                                                          | thể loại                                                                   | Người nhận | Kết quả |
| ---- | -------------------------------------------------------------------- | -------------------------------------------------------------------------- | --- | ------- |
| 2018 | Người có ảnh hưởng nhất ở Cameroon bởi (Avance Media & COSDEF Group) | Sự giải trí                                                                | style="background: #FDD; color: black; vertical-align: middle; text-align: center; " class="no table-no2"\|Đề cử |         |
| Năm  | Giải thưởng                                                          | thể loại                                                                   | Người nhận | Kết quả |
| 2017 | Giải thưởng kỹ thuật số Bonteh                                       | Chiến dịch truyền thông xã hội tốt nhất cho nhận thức về sức khỏe tâm thần | style="background: #FDD; color: black; vertical-align: middle; text-align: center; " class="no table-no2"\|Đề cử |         |